# Luou
Luou (llamada oficialmente Santa María de Luou) es una parroquia española del municipio de Teo, en la provincia de La Coruña, Galicia.

## Entidades de población
Entidades de población que forman parte de la parroquia:
- Aido (O Aido)
- Bustelo
- Cantoña
- Caxade
- Espasande
- La Iglesia (A Igrexa)
- Insua (A Insua)
- Loureiro
- Nespereira
- Paraxó
- Quintáns
- Regoufe
- Seixos
- Trasellas

## Demografía
| Gráfica de evolución demográfica de Luou entre 2000 y 2019 |
|                                                            |
| Datos según el nomenclátor publicado por el INE.           |